# Дискокрил
Дискокрил (Thyroptera) — єдиний рід кажанів у родині Thyropteridae. Поширені в неотропіках (південна Мексика, Центральна та Південна Америки), як правило, у вологих тропічних лісах. Етимологія: грец. θυρεος — «щит», грец. πτερόν — «крило».

## Опис
Це малі кажани з довжиною тіла від 34 до 52 міліметрів, вагою від 4 до 6 грамів і розмахом крил 225 мм. Хвіст дуже довгий (25 до 33 міліметрів). При основі великого пальця є присоски, схожі на ті, що мають представники роду Myzopoda. Ці структури допомагають їм триматися гладких поверхонь, наприклад листя, на якому вони сплять. Вони мають хутро від червонуватого до коричнево-чорного кольору, низ світліший. Їх писочки довгі, вуха загострені.

## Поведінка
Спочивають невеликими групами (до 10 тварин) або поодинці на листках. Комахоїдні.

## Геологічний діапазон
Найбільш ранні відомі викопні представники родини належать до середнього міоцену, Колумбія. 

## Систематика
Thyropteridae
- Thyroptera
  - Thyroptera devivoi
  - Thyroptera discifera
  - Thyroptera lavali
  - Thyroptera tricolor
  - Thyroptera wynneae